# 魏恩海姆
魏恩海姆（德語：Weinheim，發音：[ˈvaɪnhaɪm] ⓘ）是德国巴登-符腾堡州卡尔斯鲁厄行政区莱茵-内卡县的城市，面积58.11平方千米，2023年12月31日人口为45,381人。

## 友好城市
魏因海姆与以下城市结为友好城市：
- 法國 阿内特
- 法國 卡瓦永
- 德国 路德城艾斯莱本
- 義大利 伊莫拉
- 以色列 拉馬特甘
- 法國 瓦尔斯-阿利耶尔和里塞